# Skärsjön (Rydaholms socken, Småland)
Skärsjön är en sjö i Värnamo kommun i Småland och ingår i Lagans huvudavrinningsområde. Sjön är 5,7 meter djup, har en yta på 0,0657 kvadratkilometer och befinner sig 175 meter över havet.

## Delavrinningsområde
Skärsjön ingår i det delavrinningsområde (633011-140773) som SMHI kallar för Utloppet av Lången. Medelhöjden är 176 meter över havet och ytan är 19,77 kvadratkilometer. Räknas de 74 delavrinningsområdena uppströms in blir den ackumulerade arean 1 191,76 kvadratkilometer. Skålån (Storån) som avvattnar avrinningsområdet har biflödesordning 2, vilket innebär att vattnet flödar genom totalt 2 vattendrag innan det når havet efter 163 kilometer. Delavrinningsområdet består mestadels av skog (64 %). Avrinningsområdet har 4,12 kvadratkilometer vattenytor vilket ger det en sjöprocent på 20,8 %.